# Чинграл-Джилга
Чингра́л-Джилга́ (также Чикграл-Джилга; укр. Чинграл-Джилга, крымскотат. Çıñral Cılğa, Чынърал Джылгъа) — маловодная балка на юго-востоке Керченского полуострова, длиной 6,2 км, с площадью водосборного бассейна 24,1 км². Исток балки находится на территории села Заветное, далее пролегает юго-восточнее села в северо-восточном направлении, впадает в бессточное Янышское озеро южнее села Набережное.